# Степ (Прилуцький район)
Степ — село в Чернігівській області України, є частиною Талалаївської селищної громади. За адміністративним поділом до липня 2020 року село входило до Талалаївського району, а після укрупнення районів входить до Прилуцького району. До 2020 року було підпорядковане Українській сільській раді. Населення — 21 особа, площа — 0,188 км².